# Hrdibořice
Hrdibořice – gmina w Czechach, w powiecie Prościejów, w kraju ołomunieckim. Według danych z dnia 1 stycznia 2012 liczyła 220 mieszkańców.